# James Dwight Dana
James Dwight Dana, född 12 februari 1813 i Utica, New York, död 14 april 1895 i New Haven, Connecticut, var en amerikansk mineralog och geolog, på sin tid en av USA:s främsta vetenskapsmän. Han var far till Edward Salisbury Dana.
Dana blev 1836 assistent i kemi hos sin blivande svärfar, professor Benjamin Silliman, 1850 dennes efterträdare som professor i naturalhistoria vid Yale College och var 1864–1894 professor i geologi och mineralogi där. Han deltog under ledning av Charles Wilkes som geolog i United States Exploring Expedition (1838–1842) och offentliggjorde, efter 13 års arbeten, de vetenskapliga resultaten av densamma samt författade själv avdelningarna Report on the Zoophytes (med 61 foliotavlor, 1846), Report on the Geology of the Pacific (med 21 foliotavlor, 1849) och Report on Crustacea (två band, med 96 foliotavlor, 1853–1854). 
Från 1846 utgav han jämte sin svåger, professor Benjamin Silliman den yngre, den av hans svärfar Silliman den äldre uppsatta tidskriften "American Journal of Science", vid vilken hans son Edward Salisbury Dana sedan 1875 var medredaktör. James Dwight Dana var ledamot av Fysiografiska sällskapet i Lund (1868) och av Vetenskapsakademien (1871). Han tilldelades Wollastonmedaljen 1872, Copleymedaljen 1877 och Clarkemedaljen 1882.
Danas mineralklassifikationssystem är baserat på sammanställningen i Danas bok System of Mineralogy. Auktorsnamnet Dana kan användas för James Dwight Dana i samband med ett vetenskapligt namn inom botaniken; se Wikipediaartiklar som länkar till auktorsnamnet.

## Övriga skrifter i urval
- System of Mineralogy (1837; femte och bästa upplagan 1868; sjätte av sonen utarbetade upplagan 1892)
- Manual of Mineralogy and Lithology (1848; fjärde upplagan 1887)
- Manual of Geology (1862; fjärde upplagan 1895)
- Textbook of Geology for Schools and Colleges (1864; tredje upplagan 1882)
- Corals and Coral Islands (1872; andra upplagan 1890)
- Characteristics of Volcanoes. Hawaiian Islands etc (1890)